# 大漢技術學院
大漢技術學院（英語：Dahan Institute of Technology），簡稱大漢學院，是一所位於臺灣花蓮縣新城鄉的私立技術學院，前身為稚暉海專校地。1977年創校，2021年設立台中潭子校區。
2024年2月大漢技術學院董事會決議自113學年度起停招停辦、並安置師生及作轉型發展等規劃，自行預定2024年7月停辦，但董事會尚未將停辦計畫書送交教育部與校務會議，校方宣佈在未收到教育部停辦公文前仍將持續辦理113年度招生事宜。同年8月9日，教育部核定自113學年度起停止全部招生，從114學年度起停辦。

## 歷史
1971年教育部核准籌設「稚暉海事專科學校」，同年花蓮縣議會決議由花蓮縣政府出資幫忙購買校地，至1973年部分校舍已建成，但仍未核准招生。1976年行政院核准私立稚暉海專董事會改組為私立大漢工專董事會以籌設大漢工專。
1977年「大漢工業專科學校」創立，招收五年制：機械工程、土木工程、礦冶工程等三科。
1980年增設五年制國際貿易及財政稅務兩科。同年改名為「大漢工商專科學校」。
1982年增設二年制夜間部土木工程科。
1983年增設五年制會計統計科及二年制夜間部財政稅務科。
1991年增設二年制夜間部國際貿易科。
1992年礦冶工程科改制為二年制資源工程科，增設二年制夜間部機械工程科。
1994年財政稅務科及會計統計兩科改為二年制企業管理與會計統計兩科，並增設二年制夜間部會計統計科。
1995年增設物流管理科及夜間部資源工程科，並恢復二年制財政稅務科招生，整建南教室大樓，增建商學大樓及大漢門。
1996年增設二年制土木工程科測量組、二年制國際貿易科及二年制夜間部企業管理科。
1997年增設二年制資訊工程科。
1998年增設二年制電腦與通訊工程科。
1999年改制為「大漢技術學院」。
2001年會計統計科更名為會計資訊科。
2003年增設休閒運動管理系，會計資訊系更名為財務金融系，資源工程系更名為環境資源管理系。
2005年增設休閒事業經營系。
2007年機械工程系更名為機電科技系，國際貿易系更名為國際企業系。
2008年增設觀光事業管理系。停招財政稅務系。
2010年增設珠寳技術系，機電科技系更名為機械工程系，土木工程系更名為土木工程與環境資源管理系。停招：國際企業系、環境資源管理系、財務金融系、資訊管理系、資訊工程系。

2011年增設創新設計與管理學士學位學程。
2012年停招創新設計與管理學士學位學程。物流管理系改名流通與行銷管理系。企業管理系取消企業管理組、餐旅行銷組之分組。
2015年停招企業管理系、電腦與通訊工程系。
2016年土木工程與環境資源管理研究所與土木工程與環境資源管理系整併為土木工程與環境資源管理系暨碩士班。觀光事業管理系改名觀光與餐飲旅館系。休閒事業經營系與休閒運動管理系整併為休閒與運動管理系。
2018年復招企業管理系，停招流通與行銷管理系。
2019年停招珠寶技術系四技日間部、二技進修部、二專在職專班。休閒與運動管理系、觀光與餐飲旅館系整併為休閒遊憩與觀光餐旅管理系；企業管理系、流通與行銷管理系暨碩士班整併為企業管理系暨流通與行銷管理碩士班。
2021年5月成立「台中產學分部暨探索教育推廣中心」於台中潭子區興建校舍。
2024年2月20日，大漢技術學院董事會開會決議因受到少子女化的衝擊自113學年度（2024年8月）起停辦，但董事會尚未將停辦計畫書送交教育部與校務會議；3月6日，校方宣佈在未收到教育部停辦公文前仍將持續辦理113年度招生事宜；6月，校方宣布停招碩士班；8月，教育部核定114學年度起停辦。

## 歷任校長
| 任別 | 姓名   | 任期                        |
| ---- | ------ | --------------------------- |
| 1    | 畢聯中 | 1977年-1979年               |
| 2    | 楊守全 | 1979年-1983年               |
| 代理 | 陳 進  | 1983年-1989年               |
| 代理 | 洪當明 | 1989年-1990年               |
| 代理 | 林昇平 | 1990年-1993年               |
| 3    | 張國照 | 1993年-2004年               |
| 4    | 康自立 | 2004年-2008年               |
| 代理 | 宋佩瑄 | 2008年-2009年               |
| 5    | 宋佩瑄 | 2009年-2021/1/31            |
| 6    | 姚國山 | 2021年2月1日-2024年1月31日  |
| 代理 | 陳建昌 | 2024年2月1日-2024年3月10日  |
| 7    | 林岳輝 | 2024年3月11日-2025年7月31日 |

## 教學單位
| 工程學群 | 機械工程學系 | 土木工程與環境資源管理系 |

| 商業管理學群 | 企業管理系 |  |

| 觀光休閒學群 | 休閒遊憩與觀光餐旅管理系 |  |

## 歷年日間部師生比及新生註冊率
- 112學年度日間部學生人數170，專任老師人數24，日間部師生比7.08（學生數/老師數）。

- 111學年度新生註冊率70.79%，全校學生人數784人，日間部學生人數218，專任老師人數26，日間部師生比8.38（學生數/老師數）。
- 112學年度新生註冊率51.66%，全校學生人數601人，日間部學生人數170。

時任教育部高教司長朱俊彰表示：「資訊公開角度上，家長跟學生在選擇大學科系志願時，可參考註冊率，但還要綜合研究其他數據，公開平台上也有各校的教師數據、論文研究量能、輔系及雙主修數量、出國交流人次等，應從多方判斷教學品質，而非僅看註冊率」。

## 外部連結
- （繁體中文）（英文）（日語）大漢技術學院（页面存档备份，存于）